# Hymenandra lilacina
Hymenandra lilacina är en viveväxtart som beskrevs av Benjamin Clemens Masterman Stone. Hymenandra lilacina ingår i släktet Hymenandra och familjen viveväxter. Inga underarter finns listade i Catalogue of Life.